# Tomasz Mędrzak

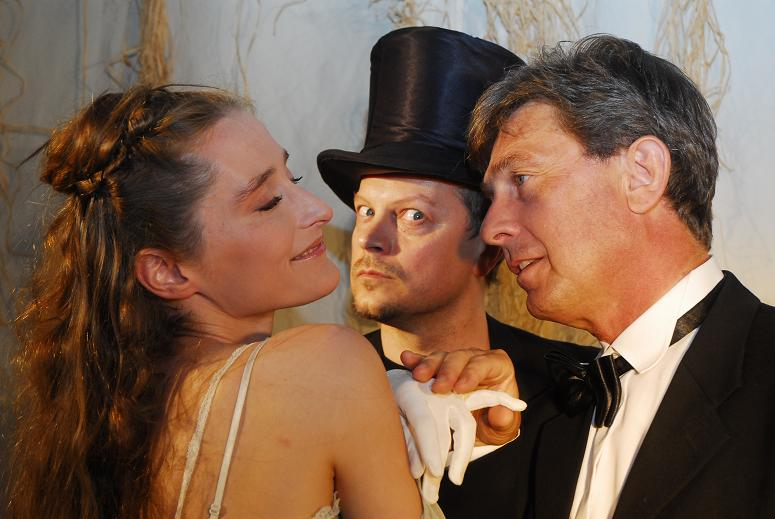
Tomasz Mędrzak (pierwszy z prawej) w spektaklu „Eksperyment Adam i Ewa” – teatr tm

Tomasz Mędrzak (ur. 18 grudnia 1954 w Łodzi) – polski aktor teatralny i telewizyjny, znany głównie z ról: Stasia Tarkowskiego w pierwszej ekranizacji W pustyni i w puszczy (film i serial TVP z 1974 r.) i Leszka Talara w serialu telewizyjnym Dom. Zajmuje się również reżyserią.

## Życiorys
Po maturze pracował jako fotoreporter w tygodniku „Razem” i w „Świecie Młodych”. Absolwent łódzkiej „filmówki” (1979). Od lat 90. występował przede wszystkim w teatrze, głównie na deskach warszawskiego Teatru Ochoty, którego był wicedyrektorem, a w latach 1996–2008 dyrektorem naczelnym i artystycznym. W 2009 wraz z grupą byłych aktorów tego teatru założył stowarzyszenie teatr tm.
Laureat nagrody czechosłowackiego tygodnika „Kvety” za rolę w filmie W pustyni i w puszczy.

## Rodzina
Syn Jana i Stefanii (z domu Leszczyńskiej), brat polityka Jana Mędrzaka i Anny Kubisztal (z domu Mędrzak). Mąż Marii, ojciec Marty Mędrzak-Conway.

## Filmografia
- 1973: W pustyni i w puszczy jako Staś Tarkowski
- 1974: W pustyni i w puszczy (miniserial tv) jako Staś Tarkowski
- 1979: ...droga daleka przed nami... jako Piotr Zakrzewski
- 1980: Polonia Restituta jako wnuk starego doktora
- 1980: Królowa Bona (serial tv) jako dworzanin (występ gościnny)
- 1980–2000: Dom (serial tv) jako Leszek Talar
- 1981: Przypadki Piotra S. (tv) jako junak OHP
- 1982: Polonia Restituta jako wnuk starego doktora (serial tv)
- 1986: Lustro (tv) jako Andrzej
- 1986: Republika Ostrowska (miniserial tv) jako Edek Wodniczak
- 1986: Republika nadziei jako Edek Wodniczak
- 1987: I skrzypce przestały grać jako hr. Potocki
- 1991: V.I.P. jako Jan Ramus
- 1993: WOW (miniserial tv, występ gościnny)
- 2015: Na dobre i na złe (serial tv, występ gościnny) jako mąż Sylwii Poredy

## Role teatralne
Teatr Ochoty w Warszawie:
- 1979: Kossakowscy (na podstawie dramatu „Horsztyński” Juliusza Słowackiego) reż. Jan Machulski – debiut aktorski, asystent reżysera
- 1980: Reporterzy Tadeusza Zająca, reż. Zdzisław Wardejn
- 1980: Żyj i pamiętaj Walentina Rasputina, reż. Halina i Jan Machulscy
- 1981: Wieczór autorski Marka Hłaski scenariusz i reż. Zdzisław Wardejn – także asystent reżysera
- 1981: Antygona Jeana Anouilha, reż. Jan Machulski – rola: Hajmon
- 1981: Na pełnym morzu Sławomira Mrożka, reż. Jan Machulski – rola: Mały
- 1982: Miarka za miarkę Williama Shakespeare’a, reż. Jan Machulski – spektakl plenerowy w Zamościu
- 1982: Widok z mostu Arthura Millera, reż. Jan Machulski – rola: Rodolfo, także asystent reżysera
- 1983: Pięciokąt Feliksa Falka, op. art. Zbigniewa Zapasiewicza
- 1983: Drugi pokój Zbigniewa Herberta, op. art. Zbigniewa Zapasiewicza
- 1983: Król Lear Williama Shakespeare’a, reż. Halina i Jan Machulscy – spektakl plenerowy w Zamościu
- 1983: Adam i Ewa Marka Twaina, adapt. i reż. Ryszard Zatorski – rola: Adam
- 1983: Idiota Fiodora Dostojewskiego, adapt. i reż. Magdalena Bączewska
- 1984: Mątwa Witkacego, op. art. Zbigniewa Zapasiewicza
- 1984: Nowe wyzwolenie Witkacego, op. art. Zbigniewa Zapasiewicza
- 1984: Ryszard III Williama Shakespeare’a, reż. Jan Machulski – spektakl plenerowy w Zamościu
- 1984: Szkice z piekła uczciwych Leona Kruczkowskiego, scen. i reż. Jan Machulski
- 1984: Poeci nieobecni wiersze poetów polskich, kolędy, reż. zespołowa
- 1985: Lęk Jana Machulskiego, reż. Zdzisław Tobiasz
- 1985: Romeo i Julia Williama Shakespeare’a, adapt. i reż. Jan Machulski – spektakl plenerowy w Zamościu, rola: Romeo
- 1985: Hamlet Williama Shakespeare’a, reż. Jan Machulski – rola: Hamlet
- 1986: Ten trzeci Eduarda Hoornika, reż. Halina Machulska
- 1986: Pilot Robert Prunier Davis, adapt. i reż. Jan Machulski – także asystent reżysera
- 1986: Zbrodnia i kara Fiodora Dostojewskiego, adapt. i reż. Jan Machulski
- 1987: John i Mary Mervyna Jonesa, adapt. i reż. zespołowa
- 1987: Morfina 0,05 Michaiła Bułhakowa, adapt. i reż. Józef Czarnecki
- 1988: Znachor Aleksander Borin, adapy. i reż. Andrzej Możdżonek – także asystent reżysera
- 1988: Balladyna Juliusza Słowackiego, reż. Jan Machulski – - spektakl plenerowy w Zamościu i Łazienkach Królewskich w Warszawie
- 1988: Zapiski więzienne Kardynała Stefana Wyszyńskiego, adapt. i reż. Jan Machulski
- 1989: Sędziowie Stanisława Wyspiańskiego, reż. Halina Machulska
- 1990: Folwark zwierzęcy George’a Orwella, adapt. i reż. Jan Machulski
- 1990: Tylko dla mężatek Jana Machulskiego i w jego reż.
- 1991: Adam & Ewa Marka Twaina, reż. Ryszard Zatorski
- 1992: Duńska historia według Hansa Christiana Andersena „Brzydkie kaczątko”, reż. Adolf Szapiro
- 1993: Niebezpieczne zabawy Jana Machulskiego, reż. zespołowa
- 1994: Walc pożegnalny Milana Kundery, reż. Jan Machulski
- 1994: Bankructwo małego Dżeka Janusza Korczaka, reż. Halina Machulska
- 1994: Edukacja Rity Willy’ego Russella, reż. Andrzej Rozhin – rola: Frank
- 1995: Królik, królik Coline Serreau, reż. Andrzej Rozhin – rola: Królik
- 1997: Sylvia Alberta Ramsdella Gurneya – także opieka artystyczna
- 1999: Rekin Victor Haïm – rola: Ludwik, także reżyseria
- 2000: Widok z mostu
- 2000: John i Mary Mervyna Jonesa – rola: John, także reżyseria, adaptacja, scenografia
- 2001: Hamlet Williama Shakespeare’a – rola: Poloniusz, także reżyseria, scenografia
- 2001: Frankie and Johnny in the Clair de Lune Terrence’a McNally’ego – reżyseria, scenografia
- 2002: Iwanow Antona Czechowa, reż. Eugeniusz Korin
- 2003: Śluby panieńskie Aleksandra Fredry – rola: Gustaw, także reżyseria, scenografia
- 2004: Pułkownik-Ptak Christo Bojczewa – rola: Doktor, także reżyseria, scenografia
- 2004: Sztuka Yasminy Rezy – rola: Mark, także reżyseria, scenografia
- 2005: Odchodzić Toma Kempinskiego – rola: Joe, także reżyseria, scenografia
- 2006: Drugi pokój Zbigniewa Herberta – reżyseria, scenografia
- 2006: Kibice Elina Rachnewa – rola: A, także reżyseria, scenografia
- 2007: Tamara L. Kazimierza Brauna – reżyseria, scenogarfia
- 2008: Orkiestra Titanic Christo Bojczewa – rola: Harry, także reżyseria
- 2008: Piranie w akwarium Ryszarda Marka Grońskiego – reżyseria, scenografia

Teatr tm w Warszawie:
- 2009: John & Mary Mervyna Jonesa – rola: John, także reżyseria, adaptacja, scenografia
- 2009: Sztuka Yasminy Rezy – rola: Mark, także reżyseria, scenografia
- 2009: Odchodzić Toma Kempinskiego – rola: Joe, także reżyseria, scenografia
- 2009: Drugi pokój Zbigniewa Herberta – reżyseria, scenografia
- 2009: Kibice Elina Rachnewa – rola: A, także reżyseria, scenografia
- 2009: Piranie w akwarium Ryszarda Marka Grońskiego – reżyseria, scenografia
- 2010: Eksperyment Adam i Ewa Marka Twaina – rola: Adam, także reżyseria

## Odznaczenia
2003: Złoty Krzyż Zasługi